# Renault Premium
Renault Premium er en lastbilsmodel fra den franske fabrikant Renault Trucks.
I modelprogrammet er Premium den næsttungeste model, placeret under Renault Magnum, men over Renault Midlum. Ved introduktionen i 1996 afløste modellen endegyldigt Renault R-serien, som allerede i 1990 fik konkurrence i eget hus af den dengang nyintroducerede Magnum.
Premium findes med førerhus i normal udførelse (lang kabine) og lang kabine med højt tag. Derudover findes der en flad kabine til brug for autotransportere.
I løbet af sin produktionstid har Premium gennemgået flere modifikationer, herunder en ny indretning af førerpladsen. Den største af disse modifikationer, som også omfattede et kraftigt udvendigt facelift, fulgte i år 2005.
Premium er udstyret med en dieselmotor med seks cylindre og direkte indsprøjtning, som alt efter udstyr yder 240, 280, 298, 320, 370, 410, 450 eller 460 hk.